# Distretto di Kurşim
Il distretto di Kurşim (in kazako: Күршім ауданы) è un distretto (audan) del Kazakistan con  capoluogo Kurşim.